# Evelyn May Cridlanová
Evelyn May Cridlanová (24. prosince 1889, Londýn — 31. března 1961, Londýn) byla britská zdravotní sestra a řidička sanitky během první světové války. V roce 1918 byla za svou službu ve Francii vyznamenána vojenskou medailí.

## Mládí
Narodila se v Paddingtonu v Londýně 24. prosince 1889 Johnu Josephu Cridlanovi a jeho ženě Ann, rozené Harrisonové. Byla nejmladší z pěti dětí. Její otec byl prosperujícím řezníkem a zaměstnával vychovatelku, která jeho děti vzdělávala.
Jejím koníčkem bylo údajně řezbářství a vázání knih.

## Kariéra

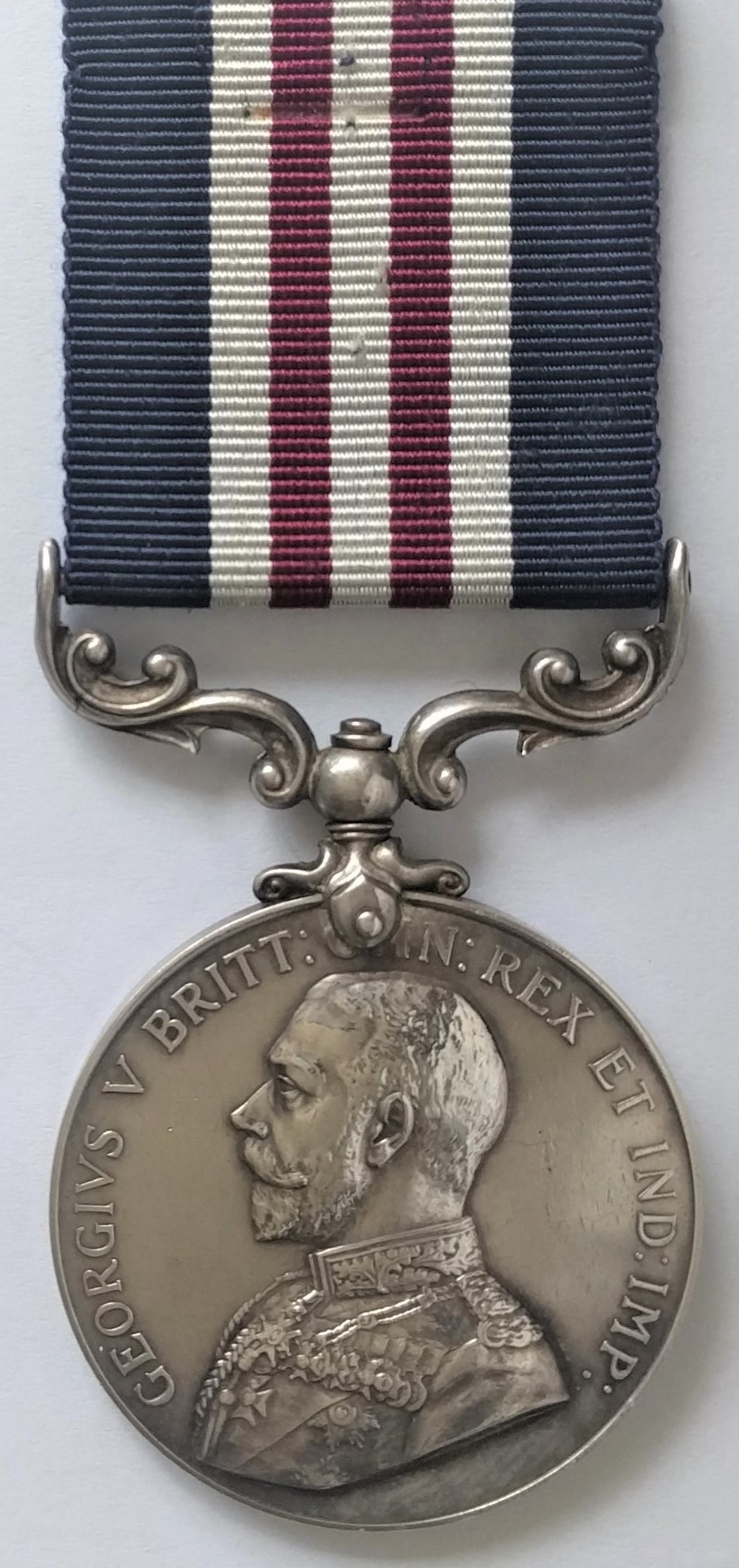
Vojenská medaile

Poprvé se snažila stát řidičkou sanitky ihned po vypuknutí první světové války. Byla hnána jak svým vlasteneckým cítěním, tak svou vášní pro inženýrství. V té době však byla neúspěšná, protože ji chyběly zkušenosti s řízením těžkých vozidel. Tento problém vyřešila tím, že začala pracovat u dodavatelské firmy Gorringes, která měla své sklady v Londýně. Tato zkušenost ji pomohla při vstupu do First Aid Nursing Yeomanry, nezávislé charitativní dobrovolnické organizace, která nespadala pod armádu. V rámci této organizace byla poslána do Calais ve Francii. Jejím úkolem zde byla přeprava raněných mezi letištěm, stanicemi první pomoci a nemocnicemi. V této organizaci zůstala aktivní až do konce první světové války a během druhé světové války sloužila v jejím londýnském ústředí. Poté, co bylo sídlo organizace vybombardováno, ujala se hlavní role při vytváření náhradních kanceláří v blízkosti nedaleké katedrály svatého Pavla.

## Vyznamenání
V září 1918 byla za své činy během leteckého útoku na strategicky významné letiště v Marquise, nedaleko Boulogne-sur-Mer, vyznamenána vojenskou medailí. Toto letiště bylo místem, kde se přechovávala nově doručená letadla a opravovala ta poškozená. Letiště bylo prudce bombardováno po dobu několika hodin, během kterých bylo shozeno na 5,5 tun bomb. Během útoku bylo zničeno 27 letadel a 46 jich bylo poškozeno. Royal Air Force utrpěla také těžké ztráty mezi personálem, když při útoku zahynulo 46 jejich příslušníků.